# Paropioxys usambarae
Paropioxys usambarae är en insektsart som beskrevs av Karsch 1899. Paropioxys usambarae ingår i släktet Paropioxys och familjen Eurybrachidae. Inga underarter finns listade i Catalogue of Life.